# 中华人民共和国澳门特别行政区驻军法
《中华人民共和国澳门特别行政区驻军法》是一部中华人民共和国法律，该法律于1999年6月28日在第九届全国人民代表大会常务委员会通过，并于1999年12月20日起施行。

## 立法缘由
《中华人民共和国澳门特别行政区驻军法》的第一条是“为了保障中央人民政府派驻澳门特别行政区负责防务的军队依法履行职责，维护国家的主权、统一、领土完整和澳门的安全，根据宪法和澳门特别行政区基本法，制定本法。”

## 实施
《中华人民共和国澳门特别行政区驻军法》的最后一条是“本法自1999年12月20日起施行。”